# Slussen (Saltsjöbanan)

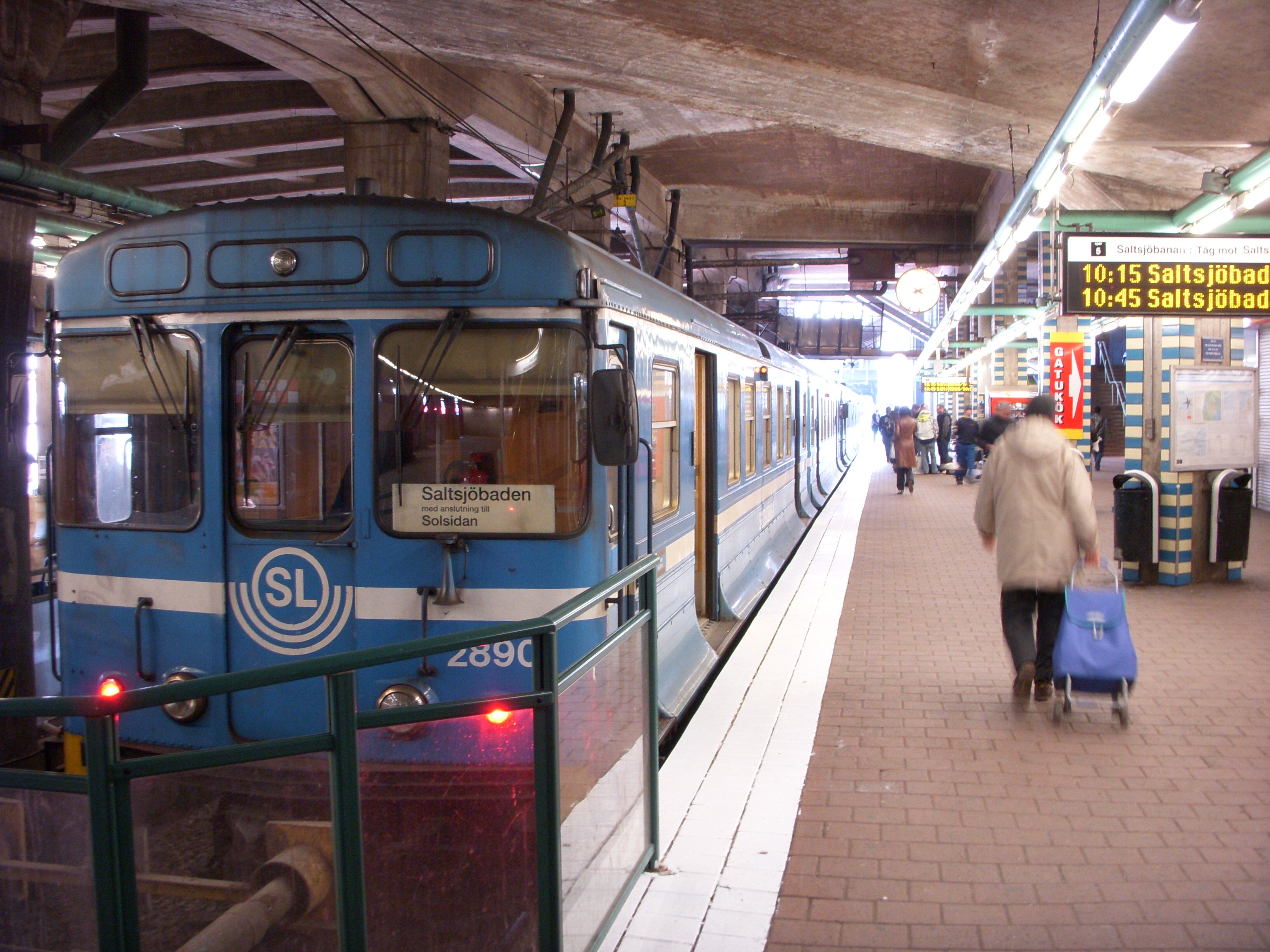
Saltsjöbanans ändstation, Slussen, 2009.

Slussen var Saltsjöbanans ändstation vid Slussen på Södermalm i Stockholm. Den invigdes 1936, innan dess stannade tågen lite längre österut på Stadsgårdens station i Sjömansinstitutets hus. År 2012 hade Saltsjöbanans station vid Slussen 6 900 påstigande resenärer dagligen. Stationen revs hösten 2016 för arbetena  med Nya Slussen. En ny station är planerad att tas i bruk år 2028.

## Historik

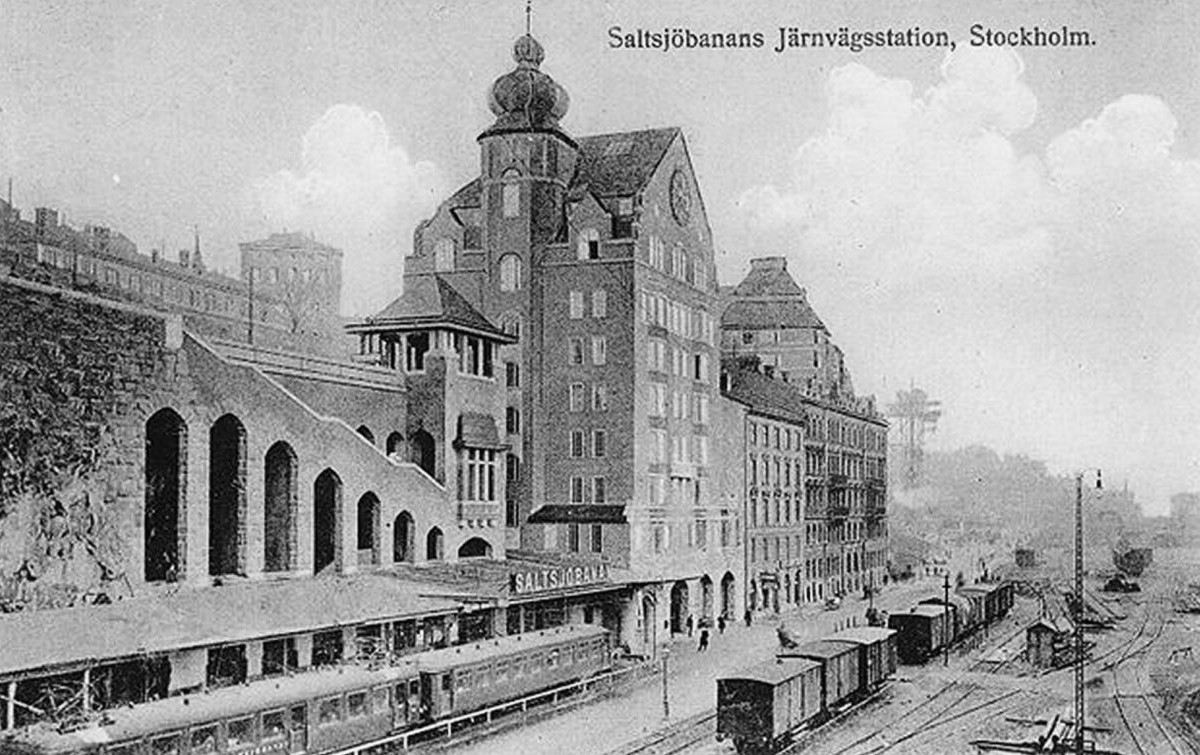
Det ursprungliga stationshuset.

Saltsjöbanan slutade ursprungligen ett hundratal meter öster om nuvarande trafikplatsen Slussen där ett stationshus uppfördes år 1914, ritat av arkitekten Axel Anderberg och numera känt som Sjömansinstitutets hus. Huset fungerade inledningsvis som ändstation och i byggnaden inrymdes även godsmagasin och bolagskontor, samt på sjätte våningen en direktörsbostad. Kopparkupolen toppas av en vindföljel föreställande ett lokomotiv, och högt uppe på gaveln mot Saltsjön visade tidigare en stor stationsklocka tiden. 
Nedanför huset fanns en rangerbangård med flera spår och längs Stadsgårdskajen lossades gods från båtarna med kranar. Efter att slutstationen 1936 flyttats såldes huset två år senare för 700 000 kronor till Stockholms kyrkliga sjömansvård. I huset inhystes bland annat Sjömansinstitutet och Sjömanskyrkan Stockholm.

## Station Slussen

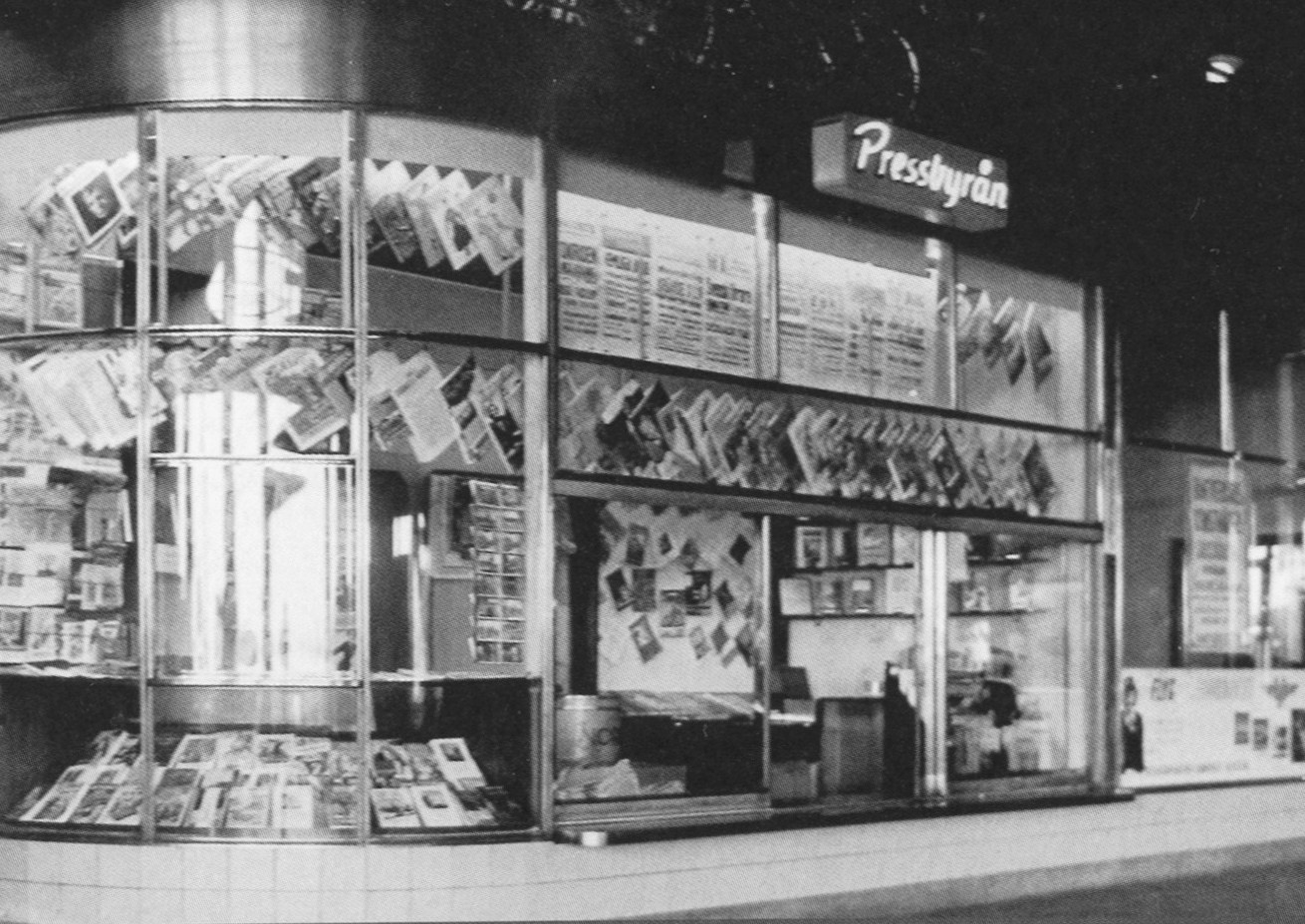
Pressbyråkiosken 1949.

I samband med utbyggnaden av den nuvarande Slussen-anläggningen godkände stadsfullmäktige 1935 en överenskommelse mellan staden och Saltsjöbanan om en förlängning av banan fram till lägsta planet under Slussen och 1936 flyttades slutstationen till sitt nuvarande läge.. Stationen fick det formella namnet Stockholm Saltsjöbanan, sällan allmänt använt, och populärnamnet Slussen blev helt officiellt först sedan SL tagit över.
Saltsjöbanans stationshus fick en utpräglat funktionalistisk utformning med stora glasytor, smäckra spröjsar och rundade hörn. Troligen stod arkitekt Holger Blom bakom gestaltningen. Byggnaden rymde viktiga funktioner tillhörande en station, exempelvis väntrum, godsinlämning, biljettexpedition, diverse kontor och personallokaler, en tobakskiosk och en fruktbutik samt en servering och en Pressbyråkiosk. Katarinahissen hade sitt nedersta stannplan här.
Direkt väster om stationshuset fanns en kombinerad trappa och rulltrappa som ledde upp till Gula gången och Södermalmstorg. Rulltrappan var troligen Stockholms första i offentlig utomhusmiljö, den och trappan revs 1987 och ersattes med en svängd trappa i betong med bröstning i gul cementmosaik. Till och från stationen kunde gående även nyttja Blå bodarnas gångsystem.
År 1957 fick Saltsjöbanans perrong en direktentré till tunnelbanan. År 1971 byggdes den intilliggande hamnbangården om till Slussens bussterminal och stationshusets biljettexpedition (senare SL Center) tillkom, men butikerna och serveringen togs bort. Den typiska kakelbeklädnaden på pelarna tillkom 1987 i samband med en ombyggnad för bussterminalen.

## Bilder 2009, 2014

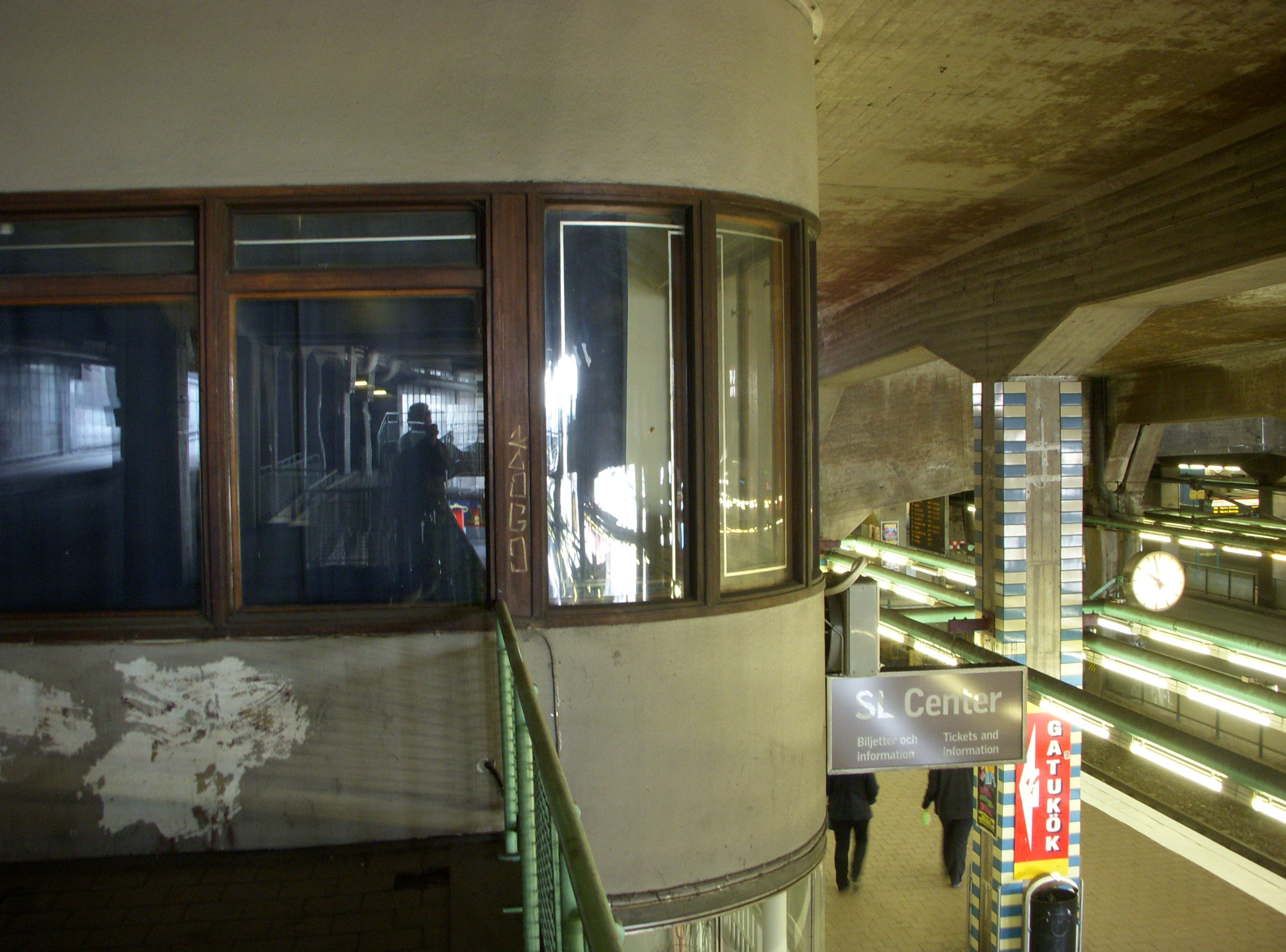
Personalrum 2009
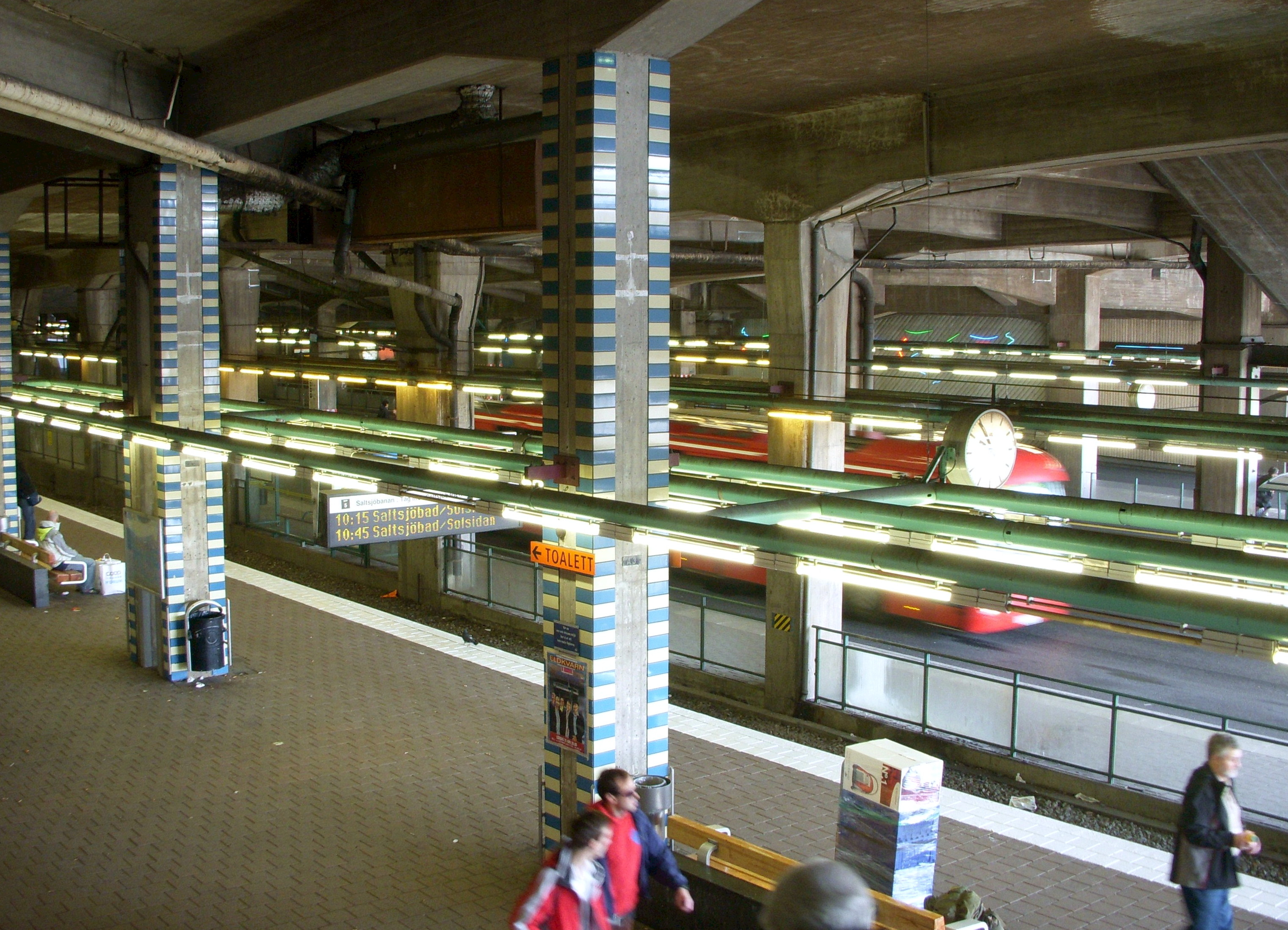
Perrongen 2009
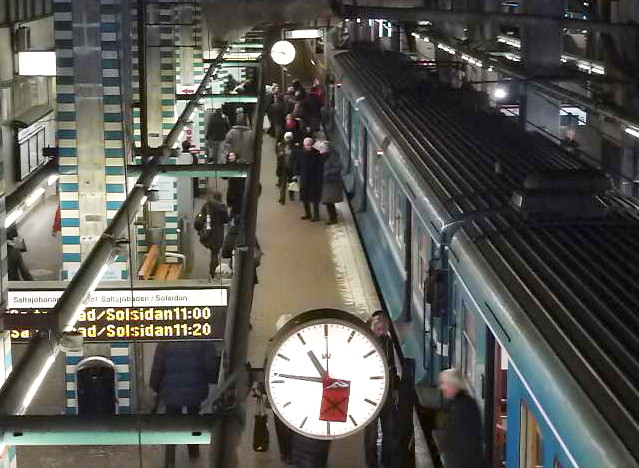
Tåg och perrong 2014
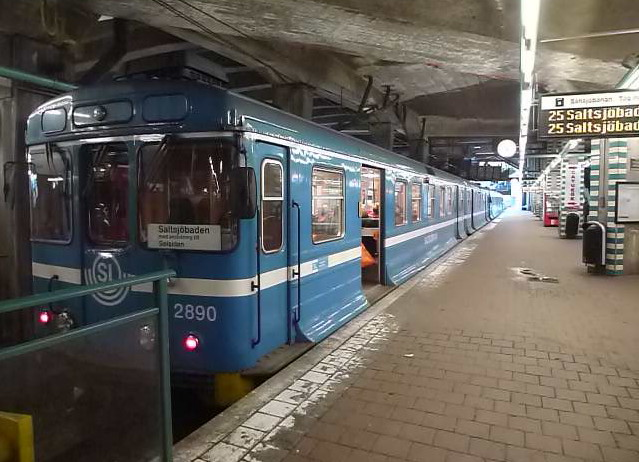
Tåg och perrong 2014

## Stationen under ombyggnad för Nya Slussen
Under tiden som Slussen byggs om är Henriksdals station Saltsjöbanans ändhållplats. Därifrån går matarbussar till tillfälliga bussterminalen vid Slussen.  